# Maka Lahi
Maka Lahi (Tsunami Rock) ist ein Felsen (erratischer Block) auf der Pazifikinsel Tongatapu in Tonga.
Der Felsen liegt bei Kalaʻau im Südwesten der Insel, etwa 200 m von der Küstenlinie entfernt oberhalb einer 35 m hohen Klippe.
Erst 2024 erkannten Forscher, dass es sich um das Überbleibsel eines Tsunamis handelt.
Martin Köhler von der University of Queensland war auf der Suche nach Anzeichen von Tsunamis gewesen, als ihn Einheimische auf den großen Felsen hinwiesen, der viel weiter im Inland lag, als die Forscher gerechnet hatten.

## Geographie
Der Block misst ca. 14 m mal 12 m und ist fast 7 m hoch. Die Forscher schätzen sein Gewicht auf 1180 t. Die Chemische Zusammensetzung passt zu den Klippen aus gehobenen Korallenriffen an der Küste. Der ursprüngliche Standort des Felsens war in 30 m Höhe.
Ein Tsunami hat den Felsblock dorthin gespült. Die Welle des Tsunamis muss über 50 m hoch gewesen sein. Über den Zeitpunkt des Ereignisses gibt es unterschiedliche Angaben; verbreitet ist eine Zeitangabe von 7000 BP.
Ein vergleichbarer Felsen, Maui Rock könnte vor 500 Jahren ins Land gespült worden sein. Die lokale Tradition verbindet den Felsen mit einer Legende über den Kriegsgott Māui, der mit den Steinen Vögel gejagt haben soll.